# 底物水平磷酸化

底物水平磷酸化，使腺苷二磷酸变为腺苷三磷酸。

底物水平磷酸化是指一类ADP或其他核苷二磷酸的磷酸化作用与底物的脱氢作用直接相偶联的反应过程。
除了发生在糖酵解和三羧酸循环之中的底物水平磷酸化之外，制造腺苷三磷酸的另一条路径是氧化磷酸化作用，这一作用发生在细胞呼吸的过程之中。在氧化磷酸化期间，还原型烟酰胺腺嘌呤二核苷酸被氧化为氧化型烟酰胺腺嘌呤二核苷酸，生成2.5分子的腺苷三磷酸，而还原黄素腺嘌呤二核苷酸被氧化时则生成1.5分子的腺苷三磷酸。氧化磷酸化利用跨线粒体膜的电化学或化学渗透质子梯度以生产腺苷三磷酸，这点是与底物水平磷酸化之间最大的不同。
不像氧化磷酸化，氧化与磷酸化这两个过程在底物水平磷酸化过程中并未联系在一起，尽管这两种磷酸化都会使得腺苷三磷酸生成并且在分解代谢的氧化过程中常会得到活性中间体。然而通常情况下多数的腺苷三磷酸是在有氧或无氧呼吸的氧化磷酸化过程中形成的。底物水平磷酸化充当腺苷三磷酸的快速来源，而不依赖额外的电子受体以及呼吸作用。这种情况例如人类红细胞，其中没有线粒体，或是缺氧状态下的肌肉细胞。底物水平磷酸化的主要部分发生在细胞质中，为糖酵解的一部分；以及在有氧与无氧环境中的线粒体中，为三羧酸循环的一部分。

## 糖酵解和三羧酸循环中的底物水平磷酸化
在糖酵解的放能階段，底物水平磷酸化生成了四分子的腺苷三磷酸：其中两分子是在1,3-二磷酸甘油酸转变为3-磷酸甘油酸的过程中被磷酸甘油酸激酶将磷酸基转到腺苷二磷酸上的；另外两分子是在磷酸烯醇式丙酮酸转变为丙酮酸的过程中被丙酮酸激酶将磷酸基转到腺苷二磷酸上的。第一步是在3-磷酸甘油醛与一分子的无机磷酸被磷酸甘油醛脱氢酶转变为1,3-二磷酸甘油酸之后发生的。在接下来独立的步骤（区别于氧化磷酸化的重要步骤）中，通过磷酸甘油酸激酶的作用，将1,3-二磷酸甘油酸分子上的高能磷酸基团转移到腺苷二磷酸上，生成3-磷酸甘油酸。因为腺苷三磷酸从无机磷酸基团中生成出来，此步骤导致了糖酵解过程中的能量收获。第二个底物水平磷酸化在之后发生：在丙酮酸激酶的作用下通过磷酸烯醇式丙酮酸（PEP）反应而生成丙酮酸。此反应重新生成了在糖酵解准备阶段用于将葡萄糖活化为葡萄糖-6-磷酸以及将果糖-6-磷酸活化为果糖-1,6-二磷酸而耗去的腺苷三磷酸。（即糖酵解10步反应中的第7步和第10步）
一旦糖酵解的产物丙酮酸进入线粒体基质，丙酮酸就被转变为乙酸酯并结合到辅酶A上以生成乙酰辅酶A并进入三羧酸循环。然而三羧酸循环是需氧呼吸，底物水平磷酸化的另一个例子就发生在琥珀酰辅酶A转换为琥珀酸时，鸟苷二磷酸通过被转上一个磷酸基团而生成了鸟苷三磷酸（GTP）。此磷酸基团在另一个底物水平磷酸化事件中被转移到腺苷二磷酸上。催化此反应的酶是琥珀酰辅酶A合成酶。（即三羧酸循环8步反应中的第5步）

## 其他机制
在工作的骨骼肌和大脑中，磷酸肌酸作为一种便利现成的高能磷酸盐供应被储存起来，肌酸磷酸激酶将磷酸基团从磷酸肌酸转移到腺苷二磷酸上而生成腺苷三磷酸。接着腺苷三磷酸释放所汇存的化学能。这有时被错误地认为是底物水平的磷酸化，尽管它是转磷酸化。
除此之外，底物水平磷酸化亦在发酵过程中见得到，例如异质乳酸发酵、丁酸发酵与丙酸发酵等。